# قائمة الحاصلين على جائزة نوبل في الكيمياء

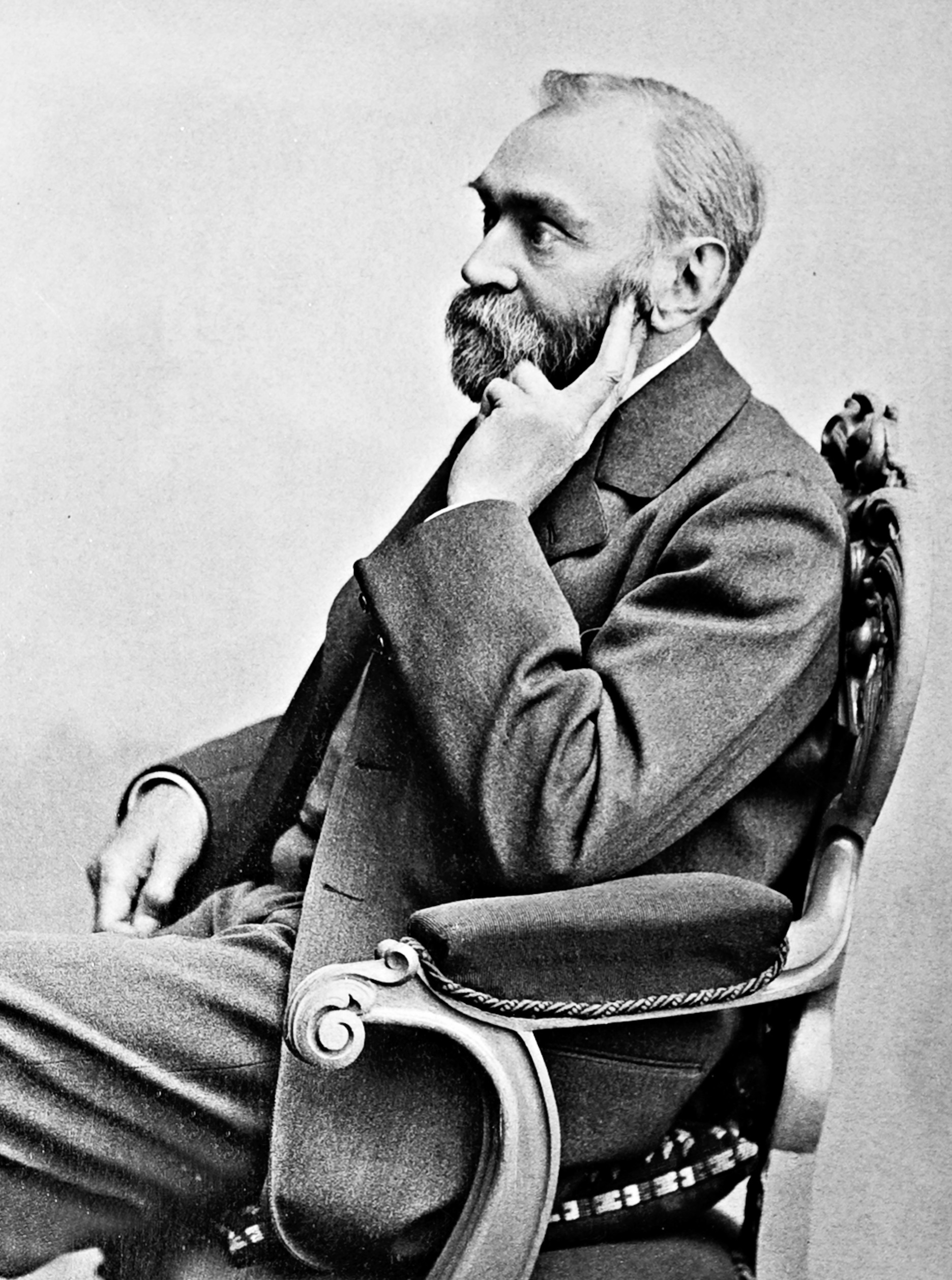
تأسست جائزة نوبل في الكيمياء في 1895 بتوصية الكيميائي السويدي ألفريد نوبل.

جائزة نوبل في الكيمياء (بالسويدية: Nobelpriset i kemi) هي جائزة سنوية تمنحها الأكاديمية الملكية السويدية للعلوم للعلماء في مختلف تخصصات الكيمياء لمساهماتهم البارزة في هذا العلم، وهي واحدة من بين الجوائز الخمس التي أنشأت لوصية ألفرد نوبل عام 1895 قبل وفاته بعام. وطبقًا لوصية نوبل تدار الجائزة من قبل مؤسسة نوبل وتمنح من لجنة مكونة من خمسة أعضاء منتخبين من قِبل الأكاديمية الملكية السويدية للعلوم. وتسلم لأصحابها في احتفال كبير يقام سنوياً في العاصمة السويدية ستوكهولم يوم العاشر من ديسمبر وهو تاريخ الذكرى السنوية لوفاة مؤسس الجائزة، ألفريد نوبل. وتتمثل الجائزة في ميدالية ذهبية تحمل صورة نوبل وشهادة دبلوم نوبل وجائزة مالية تتفاوت قيمتها من سنة لأخرى.
حصلت الكيمياء العضوية ما لا يقل عن 25 جائزة، أكثر من أي مجال كيميائي آخر. أيضا لم يسمح لحكومتي الحائزين على جائزة نوبل في الكيمياء، الألمان ريشارد كون (1938) وأدولف بوتنانت (1939)، من قبل حكومتهم بقبول الجائزة. إذ حصلوا على الميدالية والدبلوم، لكن تم حرمانهم من المبلغ المالي. فردريك سانغر هو واحد من ثلاثة من الحائزين على جائزة نوبل مرتين في نفس الموضوع، في عام 1958 و1980. جون باردين هو الآخر وحصل على جائزة نوبل في الفيزياء في عامي 1956 و1972. وأخيرًا باري شاربلس حصل على جائزة نوبل في الكيمياء لعامي 2001 و2022. وحصل اثنان آخران على جائزة نوبل مرتين، واحد في الكيمياء وواحد في موضوع آخر: ماري كوري (الفيزياء في عام 1903، والكيمياء في عام 1911) ولينوس باولينغ (الكيمياء في عام 1954، والسلام في عام 1962). اعتبارا من عام 2018، تم منح الجائزة إلى 180 شخصًا، من بينهم سبع نساء: ماري كوري (1911)، وإيرين جوليو-كوري (1935)، ودوروثي هودجكن (1964)، وعادا يونات (2009)، وفرانسيس أرنولد (2018)، وإيمانويل شاربنتييه وجنيفر داودنا (2020). ولم تمنح جائزة نوبل في الكيمياء ثمان سنوات.

## قائمة الفائزين
| السنة | الفائز[أ]            | الفائز[أ]               | البلد[ب]                                     | السبب[ج] |
| ----- | -------------------- | ----------------------- | -------------------------------------------- | --- |
| 1901  |                      | ياكوبس فانت هوف         | هولندا                                       | "لاكتشافه لقوانين الديناميكيات الكيميائية والضغط الإسموزي في المحاليل" |
| 1902  |                      | هيرمان إميل فيشر        | الإمبراطورية الألمانية                       | "لعمله على السكر وتوليف البيورين" |
| 1903  |                      | سفانت أرهنيوس           | السويد                                       | "نظير عمله في نظرية الإنحلال الكهربائي" |
| 1904  |                      | سير وليام رامسي         | المملكة المتحدة                              | "لجهوده في اكتشاف العناصر الغازية الخاملة في الهواء، وإصراره على مكانها في الجدول الدوري"                                                                                        |
| 1905  |                      | أدولف فون باير          | الإمبراطورية الألمانية                       | "لجهوده في النهوض بالكيمياء العضوية والصناعة الكيميائية، من خلال عمله في الأصباغ العضوية والمركبات الهيدروعطرية"                                                                 |
| 1906  |                      | هنري مواسان             | فرنسا                                        | "من أجل بحوثه وقيامه بعزل عنصر الفلور، وكشفه عن الفرن الكهربائي الذي سمي بعد ذلك باسمه"                                                                                          |
| 1907  |                      | إدوارد بوخنر            | الإمبراطورية الألمانية                       | "لأبحاثه البيوكيميائية واكتشافه للتخمر الخالي من الخلايا" |
| 1908  |                      | إرنست رذرفورد           | المملكة المتحدة · نيوزيلندا                  | "لتحقيقاته في تفكك العناصر، وكيمياء المواد المشعة" |
| 1909  |                      | فيلهلم أوستفالد         | الإمبراطورية الألمانية                       | "لتحقيقاته في العمل على التحفيز ولتحقيقاته في المبادئ الأساسية التي تحكم التوازنات الكيميائية ومعدلات التفاعل"                                                                   |
| 1910  |                      | أوتو فالاخ              | الإمبراطورية الألمانية                       | "لإسهاماته في الكيمياء العضوية والصناعة الكيميائية من خلال عمله الريادي في مجال المركبات الأليليكوبية"                                                                           |
| 1911  |                      | ماري كوري               | بولندا · فرنسا                               | "لاكتشاف عناصر الراديوم والبولونيوم، عن طريق عزل الراديوم ودراسة طبيعة ومركبات هذا العنصر المميز"                                                                                |
| 1912  |                      | فيكتور غرينيار          | فرنسا                                        | "لاكتشافه تفاعل غرينيار" |
| 1912  |                      | بول ساباتييه            | فرنسا                                        | "لطريقته في هدرجة المركبات العضوية في وجود المعادن المتحللة بدقة" |
| 1913  |                      | ألفرد فيرنر             | سويسرا                                       | "لعمله في الربط بين الذرات في الجزيء خاصة في الكيمياء غير العضوية" |
| 1914  |                      | تيودور ويليام ريتشاردز  | الولايات المتحدة                             | "نظير تحديداته الدقيقة للوزن الذري لعدد كبير من العناصر الكيميائية" |
| 1915  |                      | ريشارد فيلشتيتر         | الإمبراطورية الألمانية                       | "لأبحاثه حول الصبغات النباتية، وخاصة الكلوروفيل" |
| 1916  | حجبت                 | حجبت                    | حجبت                                         | حجبت |
| 1917  | حجبت                 | حجبت                    | حجبت                                         | حجبت |
| 1918  |                      | فريتز هابر              | الإمبراطورية الألمانية                       | " لبحوثه حول توليف الأمونيا من عناصرها" |
| 1919  | حجبت                 | حجبت                    | حجبت                                         | حجبت |
| 1920  |                      | فالتر نيرنست            | ألمانيا                                      | "لعمله في القانون الثالث للثرموديناميك" |
| 1921  |                      | فردريك سودي             | المملكة المتحدة                              | "لإسهاماته في معرفتنا لكيمياء المواد المشعة، وتحقيقاته في أصل وطبيعة النظائر" |
| 1922  |                      | فرانسيس أستون           | المملكة المتحدة                              | "باكتشافه العديد من النظائر وبأعداد كبيرة للعديد من العناصر غير المشعة وذلك باستخدام مطياف الكتلة الذي اخترعه"                                                                   |
| 1923  |                      | فريتز بريغل             | النمسا                                       | "عن اختراعه لطريقة تحليل كمي ميكروي للمواد العضوية" |
| 1924  | حجبت                 | حجبت                    | حجبت                                         | حجبت |
| 1925  |                      | ريشارد سيغموندي         | ألمانيا · المجر                              | "لإظهاره للطابع غير المتجانس لمحاليل غرواني والأساليب المستخدمة فيها" |
| 1926  |                      | تيودور سفيدبيرغ         | السويد                                       | "لعمله على الطرد المركزي فائق السرعة" |
| 1927  |                      | هاينريش فيلاند          | ألمانيا                                      | "لتحقيقاته حول تركيب الأحماض الصفراوية والمواد ذات الصلة" |
| 1928  |                      | أدولف فينداوس           | ألمانيا                                      | "نظير أبحاثه في تركيب ستيرول، وعلاقته مع الفيتامينات" |
| 1929  |                      | آرثر هاردن              | المملكة المتحدة                              | "لتحقيقاتهم حول تخمر السكر وأنزيمات التخمير" |
| 1929  |                      | هانس فون أويلر شلبين    | ألمانيا · السويد                             | "لتحقيقاتهم حول تخمر السكر وأنزيمات التخمير" |
| 1930  |                      | هانس فيشر               | ألمانيا                                      | "لأبحاثه في تكوين الهيم والكلوروفيل وخصوصا لتوليف الهيمين" |
| 1931  |                      | كارل بوش                | ألمانيا                                      | "لإسهاماتهم في اختراع وتطوير أساليب الضغط الكيميائية المرتفعة" |
| 1931  |                      | فريدريش بيرغيوس         | ألمانيا                                      | "لإسهاماتهم في اختراع وتطوير أساليب الضغط الكيميائية المرتفعة" |
| 1932  |                      | إرفينغ لانغموير         | الولايات المتحدة                             | "لاكتشافاته وتحقيقاته في الكيمياء السطحية" |
| 1933  | حجبت                 | حجبت                    | حجبت                                         | حجبت |
| 1934  |                      | هارولد يوري             | الولايات المتحدة                             | "لاكتشافه الهيدروجين الثقيل" |
| 1935  |                      | فردريك جوليو-كوري       | فرنسا                                        | "حول جهوده لتوليف العناصر المشعة الجديدة" |
| 1935  |                      | إيرين جوليو-كوري        | فرنسا                                        | "حول جهوده لتوليف العناصر المشعة الجديدة" |
| 1936  |                      | بيتر ديباي              | هولندا                                       | "لعمله على البنية الجزيئية من خلال تحقيقاته في لحظات ثنائي القطب وانحراف الأشعة السينية والإلكترونات في الغازات"                                                                 |
| 1937  |                      | ولتر هاروث              | المملكة المتحدة                              | "لاكتشافه الكربوهيدرات وفيتامين (ج)" |
| 1937  |                      | بول كارير               | سويسرا                                       | "لأبحاثه بخصوص كاروتينات والفلافين والفيتامينات فيتامين ألف وب2" |
| 1938  |                      | ريشارد كوهن             | ألمانيا النازية                              | "عن عمله في الكاروتينويد والفيتامينات" |
| 1939  |                      | أدولف بوتنانت           | ألمانيا النازية                              | "عن عمله في هرمونات الجنس" |
| 1939  |                      | ليو بولد روزيتشكا       | سويسرا                                       | "عن عمله في البولي ميثيلين والتربينات العالية" |
| 1940  | حجبت                 | حجبت                    | حجبت                                         | حجبت |
| 1941  | حجبت                 | حجبت                    | حجبت                                         | حجبت |
| 1942  | حجبت                 | حجبت                    | حجبت                                         | حجبت |
| 1943  |                      | جورج هيفيشي             | ألمانيا النازية                              | "لعمله على استخدام النظائر كما المقتفِ المشعّ في دراسة العمليات الكيميائية" |
| 1944  |                      | أوتو هان                | ألمانيا النازية                              | "لاكتشافه خواص الانشطار للنويات الثقيلة" |
| 1945  |                      | أرتوري فيرتانن          | فنلندا                                       | "لأبحاثه والاختراعات في مجال الكيمياء الزراعية والتغذية، وخاصة بالنسبة إلى أسلوب حفظ الأعلاف"                                                                                    |
| 1946  |                      | جيمس سومنر              | الولايات المتحدة                             | "لاكتشافه إمكانية تبلور الإنزيمات" |
| 1946  |                      | جون نورثروب             | الولايات المتحدة                             | "لتحضيرهم الإنزيمات وبروتينات الفيروس في شكل نقي" |
| 1946  |                      | وندل ستانلي             | الولايات المتحدة                             | "لتحضيرهم الإنزيمات وبروتينات الفيروس في شكل نقي" |
| 1947  |                      | سير روبرت روبنسون       | المملكة المتحدة                              | "لتحقيقاته في المنتجات النباتية ذات الأهمية البيولوجية، وخصوصا القلويدات" |
| 1948  |                      | أرني تيسيليوس           | السويد                                       | "لأبحاثه حول الرحلان كهربائي والتحليل الإمتزازي، وخاصة لاكتشافاته المتعلقة بالطبيعة المعقدة لبروتينات المصل"                                                                     |
| 1949  |                      | ويليام جيوك             | الولايات المتحدة                             | "لأبحاثه حول التبريد المغناطيسي مساهمات في مجال الديناميكا الحرارية الكيميائية لاسيما بشأن سلوك المواد في درجات الحرارة المنخفضة للغاية"                                         |
| 1950  |                      | أوتو ديلس               | ألمانيا الغربية                              | "لاكتشافه وتطويره تفاعل ديلز-ألدر أو تخليق الدايين" |
| 1950  |                      | كورت ألدر               | ألمانيا الغربية                              | "لاكتشافه وتطويره تفاعل ديلز-ألدر أو تخليق الدايين" |
| 1951  |                      | إدوين ماكميلان          | الولايات المتحدة                             | "لاكتشافهم العناصر بعد اليورانيوم" |
| 1951  |                      | غلين سيبورغ             | الولايات المتحدة                             | "لاكتشافهم العناصر بعد اليورانيوم" |
| 1952  |                      | أرشر مارتين             | المملكة المتحدة                              | "لاختراعهم الاستشراب أو (الكروماتوجرافيا)" |
| 1952  |                      | ريتشارد سينج            | المملكة المتحدة                              | "لاختراعهم الاستشراب أو (الكروماتوجرافيا)" |
| 1953  |                      | هرمان شتاودنغر          | ألمانيا الغربية                              | "لاكتشافاته في مجال كيمياء البوليمرات" |
| 1954  |                      | لينوس باولنغ            | الولايات المتحدة                             | "لأبحاثه في طبيعة الرابطة الكيميائية وتطبيقه على الكشف عن هيكل من المواد المعقدة"                                                                                                |
| 1955  |                      | فينسنت دو فينيو         | الولايات المتحدة                             | "لعمله على مركبات الكبريت الكيميائية الحيوية الهامة، وخاصة بالنسبة إلى تخليق أول هرمون ببتيد"                                                                                    |
| 1956  |                      | سير سيريل هنشلوود       | المملكة المتحدة                              | "لأبحاثهم عن آلية التفاعل الكيميائي" |
| 1956  |                      | نيكولاي سيميونوف        | الاتحاد السوفيتي                             | "لأبحاثهم عن آلية التفاعل الكيميائي" |
| 1957  |                      | ألكسندر تود             | المملكة المتحدة                              | "عن عمله في النوكليوتيد والعامل المرافق للنوكليوتيدات" |
| 1958  |                      | فردريك سانغر            | المملكة المتحدة                              | "لعمله على بنية البروتينات، خاصة الإنسولين" |
| 1959  |                      | ياروسلاف هايروفسكي      | تشيكوسلوفاكيا                                | "لاكتشافه وتنميته لطرق التحليل البولاروجرافية" |
| 1960  |                      | ويلارد ليبي             | الولايات المتحدة                             | "لطريقته في استخدام الكربون 14 للتأريخ بالكربون المشع في علم الآثار والجيولوجيا والجيوفيزياء، وغيرها من فروع العلم"                                                              |
| 1961  |                      | ملفين كالفن             | الولايات المتحدة                             | "للأبحاث عن التفاعل الغير معتمد على الضوء" |
| 1962  |                      | ماكس بيروتس             | المملكة المتحدة                              | "عن دراسته لتركيب بروتينات الميوغلوبين" |
| 1962  | John Cowdery Kendrew | جون كندرو               | المملكة المتحدة                              | "عن دراسته لتركيب بروتينات الميوغلوبين" |
| 1963  |                      | كارل تسيغلر             | ألمانيا الغربية                              | "بحوثهم حول عامل محفز زيجلر-ناتا، في مجال الكيمياء وتكنولوجيا البوليمرات العالية"                                                                                                |
| 1963  |                      | جوليو ناتا              | إيطاليا                                      | "بحوثهم حول عامل محفز زيجلر-ناتا، في مجال الكيمياء وتكنولوجيا البوليمرات العالية"                                                                                                |
| 1964  |                      | دوروثي كراوفوت هودكين   | المملكة المتحدة                              | "لتحديدها باستخدام تقنيات الأشعة السينية هياكل المواد الكيميائية الحيوية الهامة"                                                                                                 |
| 1965  |                      | روبرت وودورد            | الولايات المتحدة                             | "لإنجازاته البارزة في التركيب العضوي" |
| 1966  |                      | روبرت موليكن            | الولايات المتحدة                             | "لعمله الأساسي بشأن الروابط الكيميائية والتركيب الإلكتروني للجزيئات من قبل الطريقة المدارية الجزيئية"                                                                            |
| 1967  |                      | مانفرد أيغن             | ألمانيا الغربية                              | "لدراستهم للتفاعلات الكيميائية السريعة للغاية، والتي تنفذ عن طريق تكدير التوازن عن طريق نبضات قصيرة جدا من الطاقة"                                                               |
| 1967  |                      | رونالد نوريش            | المملكة المتحدة                              | "لدراستهم للتفاعلات الكيميائية السريعة للغاية، والتي تنفذ عن طريق تكدير التوازن عن طريق نبضات قصيرة جدا من الطاقة"                                                               |
| 1967  |                      | جورج بورتر              | المملكة المتحدة                              | "لدراستهم للتفاعلات الكيميائية السريعة للغاية، والتي تنفذ عن طريق تكدير التوازن عن طريق نبضات قصيرة جدا من الطاقة"                                                               |
| 1968  |                      | لارس أونساغر            | الولايات المتحدة · النرويج                   | "لاكتشاف العلاقات المتبادلة التي تحمل اسمه، والتي تعتبر أساسية للديناميكا الحرارية للعمليات التي لا يمكن عكسها"                                                                  |
| 1969  |                      | ديريك هارولد بارتون     | المملكة المتحدة                              | "لما قدموه من مساهمات في تطوير مفهوم التصاوغ الشكلي وتطبيقه في مجال الكيمياء" |
| 1969  |                      | أود هاسل                | النرويج                                      | "لما قدموه من مساهمات في تطوير مفهوم التصاوغ الشكلي وتطبيقه في مجال الكيمياء" |
| 1970  |                      | لويس لولوار             | الأرجنتين                                    | "لاكتشافه نيوكليوتيدات السكر ودورها في التخليق الحيوي للكربوهيدرات" |
| 1971  |                      | غيرهارد هيرتسبيرغ       | كندا · ألمانيا الغربية                       | "لإسهاماته في علم البنية الإلكترونية وهندسة الجزيئات، وخاصة الجذور الحرة" |
| 1972  |                      | كريستيان أنفينسن        | الولايات المتحدة                             | " لعمله على ريبونوكلياز، لا سيما فيما يتعلق بالاتصال بين تسلسل الأحماض الأمينية وأنشطة بيولوجيا التشكل"                                                                          |
| 1972  |                      | ستانفورد مور            | الولايات المتحدة                             | "لمساهمتهم في فهم العلاقة بين نشاط العامل المحفز والتركيب الكيميائي وبين المركز النشط لجزىء ريبونوكلياز"                                                                         |
| 1972  |                      | وليم ستاين              | الولايات المتحدة                             | "لمساهمتهم في فهم العلاقة بين نشاط العامل المحفز والتركيب الكيميائي وبين المركز النشط لجزىء ريبونوكلياز"                                                                         |
| 1973  |                      | إرنست فيشر              | ألمانيا الغربية                              | "لعملهم الرائد، بصورة مستقلة، على كيمياء الفلزية العضوية، ما يسمى بمركبات الشطيرة"                                                                                               |
| 1973  |                      | جوفري ولكنسون           | المملكة المتحدة                              | "لعملهم الرائد، بصورة مستقلة، على كيمياء الفلزية العضوية، ما يسمى بمركبات الشطيرة"                                                                                               |
| 1974  |                      | بول جون فلوري           | الولايات المتحدة                             | "لعمله الأساسي، من الناحيتين النظرية والتجريبية، في الكيمياء الفيزيائية من المبلمرات"                                                                                            |
| 1975  |                      | جون كورنفورث            | أستراليا · المملكة المتحدة                   | "لعمله في الكيمياء الفراغية للتفاعلات المسرعة بعامل محفز" |
| 1975  |                      | فلاديمير بريلوغ         | سويسرا                                       | "لأبحاثه في الكيمياء اليدوية للجزيئات العضوية، وتفاعلاتها" |
| 1976  |                      | ويليام ليبسكوم          | الولايات المتحدة                             | "لدراساته على هيكل البوران ولإلقاء الضوء على مشاكل الروابط الكيميائية" |
| 1977  |                      | إيليا بريغوجين          | بلجيكا                                       | "لمساهماته في الديناميكا الحرارية غير المتوازنة، وبخاصة نظرية البنى المبددة" |
| 1978  |                      | بيتر ميتشل              | المملكة المتحدة                              | "لمساهمته في فهم نقل الطاقة البيولوجية من خلال صياغة نظرية التناضح الكيميائي" |
| 1979  |                      | هربرت براون             | الولايات المتحدة                             | "من أجل مساهمتهم في استخدام البورون والمركبات المحتوية على الفوسفور، على التوالي، في كواشف هامة في التركيب العضوي"                                                               |
| 1979  |                      | جورج فيتيغ              | ألمانيا الغربية                              | "من أجل مساهمتهم في استخدام البورون والمركبات المحتوية على الفوسفور، على التوالي، في كواشف هامة في التركيب العضوي"                                                               |
| 1980  |                      | بول برغ                 | الولايات المتحدة                             | "لدراساته الجوهرية للكيمياء الحيوية من الأحماض النووية، ولا سيما فيما يتعلق بالحمض النووي معاد التركيب"                                                                          |
| 1980  | Walter Gilbert       | ولتر جيلبرت             | الولايات المتحدة                             | "لمساهماتهم فيما يتعلق بتحديد تسلسل القواعد في الأحماض النووية" |
| 1980  | Frederick Sanger     | فردريك سانغر            | المملكة المتحدة                              | "لمساهماتهم فيما يتعلق بتحديد تسلسل القواعد في الأحماض النووية" |
| 1981  |                      | كينيتشي فوكوي           | اليابان                                      | "بسبب نظرياتهم التي شرحت مسار التفاعلات الكيميائية" |
| 1981  |                      | رولد هوفمان             | الولايات المتحدة · بولندا                    | "بسبب نظرياتهم التي شرحت مسار التفاعلات الكيميائية" |
| 1982  |                      | آرون كلوغ               | المملكة المتحدة                              | "لتطويره المجهر الإلكتروني البلوري وشرحه البنيوي لمجمّعات بروتينات الحمض النووي المهمة بيولوجيًا"                                                                                  |
| 1983  |                      | هنري توبي               | الولايات المتحدة                             | "لعمله على آليات تفاعلات نقل الإلكترون، وخصوصا في المركبات المعدنية" |
| 1984  |                      | روبرت ميريفيلد          | الولايات المتحدة                             | "لتطوير منهجية للتوليف الكيميائي على مصفوفة صلبة" |
| 1985  |                      | هربرت هاويتمان          | الولايات المتحدة                             | "لإنجازاتهم البارزة في تطوير أساليب مباشرة لتحديد هياكل الكريستال" |
| 1985  |                      | جيروم كارل              | الولايات المتحدة                             | "لإنجازاتهم البارزة في تطوير أساليب مباشرة لتحديد هياكل الكريستال" |
| 1986  | Dudley R. Herschbach | دودلي هيرشباك           | الولايات المتحدة                             | "لمساهمتهم فيما يتعلق بديناميات العمليات الأولية الكيميائية" |
| 1986  |                      | يوان تسي لي             | الولايات المتحدة · تايوان                    | "لمساهمتهم فيما يتعلق بديناميات العمليات الأولية الكيميائية" |
| 1986  |                      | جون تشارلس بولانيي      | كندا · المجر                                 | "لمساهمتهم فيما يتعلق بديناميات العمليات الأولية الكيميائية" |
| 1987  |                      | دونالد كرام             | الولايات المتحدة                             | "من أجل تطوير واستخدام الجزيئات مع تفاعلات هيكلية معينة من الانتقائية العالية"                                                                                                   |
| 1987  |                      | جان ماري لين            | فرنسا                                        | "من أجل تطوير واستخدام الجزيئات مع تفاعلات هيكلية معينة من الانتقائية العالية"                                                                                                   |
| 1987  |                      | شارل بيدرسن             | الولايات المتحدة                             | "من أجل تطوير واستخدام الجزيئات مع تفاعلات هيكلية معينة من الانتقائية العالية"                                                                                                   |
| 1988  |                      | يوهان دايسنهوفر         | ألمانيا الغربية                              | "لتحديد هيكل ثلاثى الأبعاد لمركز تفاعلات التخليق الضوئي" |
| 1988  | Robert Huber         | روبرت هوبر              | ألمانيا الغربية                              | "لتحديد هيكل ثلاثى الأبعاد لمركز تفاعلات التخليق الضوئي" |
| 1988  |                      | هارتموت ميشيل           | ألمانيا الغربية                              | "لتحديد هيكل ثلاثى الأبعاد لمركز تفاعلات التخليق الضوئي" |
| 1989  |                      | سيدني ألتمان            | كندا · الولايات المتحدة                      | "لاكتشافهما الخصائص المحفزة للرنا" |
| 1989  |                      | توماس تشيك              | الولايات المتحدة                             | "لاكتشافهما الخصائص المحفزة للرنا" |
| 1990  |                      | إلياس جيمس كوري         | الولايات المتحدة                             | "لتطويره نظرية ومنهجية التخليق العضوي" |
| 1991  |                      | ريتشارد إرنست           | سويسرا                                       | "لمساهماته في تطوير منهجية التحليل الطيفي بالرنين المغناطيسي النووي عالي الدقة"                                                                                                  |
| 1992  |                      | رودولف ماركوس           | الولايات المتحدة · كندا                      | "لمساهمته في نظرية تفاعلات نقل الإلكترون في الأنظمة الكيميائية" |
| 1993  |                      | كاري موليس              | الولايات المتحدة                             | "لإسهاماته في التطورات من خلال الأساليب الكيميائية المعتمدة على الحمض النووي لاختراعه السلسلة التفاعلية البوليمريز"                                                              |
| 1993  |                      | مايكل سميث              | كندا                                         | "للمساهمات في تطورات الطرق في الكيمياء القائمة على الحمض النووي لمساهماته الأساسية في إنشاء الطفرات المستندة إلى قليل النوكليوتيد والموجهة إلى الموقع وتطويرها لدراسات البروتين" |
| 1994  |                      | جورج أولاه              | الولايات المتحدة · المجر                     | "لمساهمته في كيمياء الكاتيونات الكربونية" |
| 1995  |                      | بول كروتزن              | هولندا                                       | "لعملهم في كيمياء الغلاف الجوي، وخاصة فيما يتعلق بتشكيل واستنفاد طبقة الأوزون"                                                                                                   |
| 1995  |                      | ماريو مولينا            | المكسيك                                      | "لعملهم في كيمياء الغلاف الجوي، وخاصة فيما يتعلق بتشكيل واستنفاد طبقة الأوزون"                                                                                                   |
| 1995  |                      | فرانك شيروود رولاند     | الولايات المتحدة                             | "لعملهم في كيمياء الغلاف الجوي، وخاصة فيما يتعلق بتشكيل واستنفاد طبقة الأوزون"                                                                                                   |
| 1996  |                      | روبرت كورل              | الولايات المتحدة                             | "لاكتشافهما الفوليرين" |
| 1996  |                      | سير هارولد كروتو        | المملكة المتحدة                              | "لاكتشافهما الفوليرين" |
| 1996  |                      | ريتشارد سمولي           | الولايات المتحدة                             | "لاكتشافهما الفوليرين" |
| 1997  |                      | بول بوير                | الولايات المتحدة                             | "لتوضيح الآلية الأنزيمية الكامنة وراء توليف الأدينوسين ثلاثي الفوسفات (ATP)" |
| 1997  |                      | جون والكر               | المملكة المتحدة                              | "لتوضيح الآلية الأنزيمية الكامنة وراء توليف الأدينوسين ثلاثي الفوسفات (ATP)" |
| 1997  |                      | يانز سكو                | الدنمارك                                     | "للاكتشاف الأول لإنزيم النقل الأيوني، Na+, K+ -ATPase" |
| 1998  | Walter Kohn          | والتر كوهن              | الولايات المتحدة                             | "لتطويره نظرية الكثافة الوظيفية" |
| 1998  |                      | جون بوبل                | المملكة المتحدة                              | "لتطويره من الأساليب الحسابية في كيمياء الكم" |
| 1999  |                      | أحمد زويل               | مصر · الولايات المتحدة                       | "لدراسته حول الحالات التي تمر بمرحلة انتقالية من التفاعلات الكيميائية باستخدام كيمياء الفيمتو"                                                                                   |
| 2000  |                      | آلن هيغير               | الولايات المتحدة                             | "لاكتشاف وتطوير مبلمر موصل" |
| 2000  |                      | آلن ماكديرميد           | الولايات المتحدة · نيوزيلندا                 | "لاكتشاف وتطوير مبلمر موصل" |
| 2000  |                      | هيديكي شيراكاوا         | اليابان                                      | "لاكتشاف وتطوير مبلمر موصل" |
| 2001  |                      | ويليام نولز             | الولايات المتحدة                             | "لعملهم في تفاعلات الهدرجة المحفزة كيراليًا" |
| 2001  |                      | ريوجي نويوري            | اليابان                                      | "لعملهم في تفاعلات الهدرجة المحفزة كيراليًا" |
| 2001  |                      | كارل باري شاربلس        | الولايات المتحدة                             | "عن عمله في تفاعلات الأكسدة المحفزة كيراليًا" |
| 2002  |                      | جون فين                 | الولايات المتحدة                             | "من أجل تطوير أساليب لتحديد وتحليل بنية الجزيئات البيولوجية لتنميتها من طرق التأين الناعمة للامتزاز التأين بالترذيذ الإلكتروني لتحليل الطيفي الشامل للجزيئات البيولوجية"         |
| 2002  |                      | كويتشي تاناكا           | اليابان                                      | "من أجل تطوير أساليب لتحديد وتحليل بنية الجزيئات البيولوجية لتنميتها من طرق التأين الناعمة للامتزاز التأين بالترذيذ الإلكتروني لتحليل الطيفي الشامل للجزيئات البيولوجية"         |
| 2002  |                      | كورت فوتريخ             | سويسرا                                       | "من أجل تطوير أساليب لتحديد وتحليل بنية الجزيئات البيولوجية لتطويره من مطياف الرنين المغناطيسي النووي لتحديد هيكل ثلاثي الأبعاد لجزيئات بيولوجية في المحاليل"                    |
| 2003  |                      | بيتر أغري               | الولايات المتحدة                             | "لاكتشافاتهما المتعلقة بقنوات في أغشية الخلايا لاكتشاف القنوات المائية" |
| 2003  |                      | رودريك ماكينون          | الولايات المتحدة                             | "للاكتشافات المتعلقة بالقنوات في أغشية الخلايا للدراسات الهيكلية والميكانيكية للقنوات الأيونية"                                                                                  |
| 2004  |                      | أهارون تشيخانوفير       | إسرائيل                                      | "لاكتشاف اليوبيكويتين بوساطة تدهور البروتين" |
| 2004  |                      | أفرام هيرشكو            | إسرائيل                                      | "لاكتشاف اليوبيكويتين بوساطة تدهور البروتين" |
| 2004  |                      | إروين روز               | الولايات المتحدة                             | "لاكتشاف اليوبيكويتين بوساطة تدهور البروتين" |
| 2005  |                      | إيف شوفان               | فرنسا                                        | "لتطويرهم طريقة التفاعل الكيميائي في التوليف العضوي" |
| 2005  |                      | روبرت غرابز             | الولايات المتحدة                             | "لتطويرهم طريقة التفاعل الكيميائي في التوليف العضوي" |
| 2005  |                      | ريتشارد شروك            | الولايات المتحدة                             | "لتطويرهم طريقة التفاعل الكيميائي في التوليف العضوي" |
| 2006  |                      | روجر كورنبيرغ           | الولايات المتحدة                             | "لدراساته عن الأساس الجزيئي للنسخ حقيقية النواة" |
| 2007  |                      | غيرهارد إرتل            | ألمانيا                                      | "لدراساته للعمليات الكيميائية على الأسطح الصلبة" |
| 2008  |                      | أوسامو شيمومورا         | اليابان                                      | "لاكتشاف وتنمية البروتينات الفلورية الخضراء، GFP" |
| 2008  |                      | مارتن تشالفي            | الولايات المتحدة                             | "لاكتشاف وتنمية البروتينات الفلورية الخضراء، GFP" |
| 2008  |                      | روجر تسيان              | الولايات المتحدة                             | "لاكتشاف وتنمية البروتينات الفلورية الخضراء، GFP" |
| 2009  |                      | فينكاترامان راماكريشنان | المملكة المتحدة · الهند · الولايات المتحدة   | "لإجراء دراسات لهيكل وظيفة من وظائف الريبوسوم" |
| 2009  |                      | توماس ستايتز            | الولايات المتحدة                             | "لإجراء دراسات لهيكل وظيفة من وظائف الريبوسوم" |
| 2009  |                      | عادا يونات              | إسرائيل                                      | "لإجراء دراسات لهيكل وظيفة من وظائف الريبوسوم" |
| 2010  |                      | ريتشارد هيك             | الولايات المتحدة                             | "تفاعلات القران المحفَزة بالپلاديوم في التخليق العضوي" |
| 2010  |                      | أي إيتشي نيجيشي         | اليابان · الولايات المتحدة                   | "تفاعلات القران المحفَزة بالپلاديوم في التخليق العضوي" |
| 2010  |                      | أكيرا سوزوكي            | اليابان                                      | "تفاعلات القران المحفَزة بالپلاديوم في التخليق العضوي" |
| 2011  |                      | دانيال شيختمان          | إسرائيل                                      | "لاكتشافه أشباه البلورات" |
| 2012  |                      | روبرت ليفكوويتز         | الولايات المتحدة                             | "لدراستهما عن المستقبلات المقترنة بالپروتين ج" |
| 2012  |                      | برايان كابيلكا          | الولايات المتحدة                             | "لدراستهما عن المستقبلات المقترنة بالپروتين ج" |
| 2013  |                      | مارتين كاربلوس          | الولايات المتحدة · النمسا                    | "لتطوير النماذج متعددة النطاق للأنظمة الكيميائية المعقدة" |
| 2013  |                      | مايكل لويت              | الولايات المتحدة · المملكة المتحدة · إسرائيل | "لتطوير النماذج متعددة النطاق للأنظمة الكيميائية المعقدة" |
| 2013  |                      | أريه وارشيل             | الولايات المتحدة · إسرائيل                   | "لتطوير النماذج متعددة النطاق للأنظمة الكيميائية المعقدة" |
| 2014  |                      | إيريك بيتزيغ            | الولايات المتحدة                             | "عن تطوير المجهرية الفلورية فائقة الدقة" |
| 2014  |                      | ستيفان هيل              | ألمانيا · رومانيا                            | "عن تطوير المجهرية الفلورية فائقة الدقة" |
| 2014  |                      | وليام مورنر             | الولايات المتحدة                             | "عن تطوير المجهرية الفلورية فائقة الدقة" |
| 2015  |                      | توماس ليندال            | السويد · المملكة المتحدة                     | "دراستهم لترميم الدنا" |
| 2015  |                      | بول مودريتش             | الولايات المتحدة                             | "دراستهم لترميم الدنا" |
| 2015  |                      | عزيز سانجار             | تركيا · الولايات المتحدة                     | "دراستهم لترميم الدنا" |
| 2016  |                      | جان بيار سوفاج          | فرنسا                                        | "لتصميم وتخليق آلة جزيئية" |
| 2016  |                      | فريزر ستودارت           | الولايات المتحدة · المملكة المتحدة           | "لتصميم وتخليق آلة جزيئية" |
| 2016  |                      | بين فيرينغا             | هولندا                                       | "لتصميم وتخليق آلة جزيئية" |
| 2017  |                      | جاك دوبوشيه             | سويسرا                                       | "تطوير مجهر إلكتروني فائق البرودة لتحديد بنية الجزيئات الحيوية في المحلول باستبانة ودقة عالية"                                                                                   |
| 2017  |                      | يواخيم فرانك            | ألمانيا · الولايات المتحدة                   | "تطوير مجهر إلكتروني فائق البرودة لتحديد بنية الجزيئات الحيوية في المحلول باستبانة ودقة عالية"                                                                                   |
| 2017  |                      | ريتشارد هندرسون         | المملكة المتحدة                              | "تطوير مجهر إلكتروني فائق البرودة لتحديد بنية الجزيئات الحيوية في المحلول باستبانة ودقة عالية"                                                                                   |
| 2018  |                      | فرانسيس أرنولد          | الولايات المتحدة                             | "لدراستها التطور الموجه للإنزيمات" |
| 2018  |                      | غريغوري وينتر           | المملكة المتحدة                              | "لنجاحهم في توليد بروتينات جديدة من الببتيدات والأجسام المضادة" |
| 2018  |                      | جورج سميث               | الولايات المتحدة                             | "لنجاحهم في توليد بروتينات جديدة من الببتيدات والأجسام المضادة" |
| 2019  |                      | ستانلي ويتنجهام         | الولايات المتحدة · المملكة المتحدة           | "لمساهمتهم في تطوير بطارية أيون الليثيوم" |
| 2019  |                      | جون جوديناف             | الولايات المتحدة                             | "لمساهمتهم في تطوير بطارية أيون الليثيوم" |
| 2019  |                      | أكيرا يوشينو            | اليابان                                      | "لمساهمتهم في تطوير بطارية أيون الليثيوم" |
| 2020  |                      | إيمانويل شاربنتييه      | فرنسا · ألمانيا                              | "لتطوير طريقة للتحرير الجيني" |
| 2020  |                      | جنيفر داودنا            | الولايات المتحدة                             | "لتطوير طريقة للتحرير الجيني" |
| 2021  |                      | بنيامين ليست            | ألمانيا                                      | "لتطوير التحفيز العضوي غير المتماثل" |
| 2021  |                      | ديفيد ماكميلان          | المملكة المتحدة · الولايات المتحدة           | "لتطوير التحفيز العضوي غير المتماثل" |
| 2022  |                      | كارولين بيرتوزي         | الولايات المتحدة                             | "لتطوير الكيمياء النقرية والكيمياء الحيوية المتعامدة" |
| 2022  |                      | مورتن ميلدال            | الدنمارك                                     | "لتطوير الكيمياء النقرية والكيمياء الحيوية المتعامدة" |
| 2022  |                      | كارل باري شاربلس        | الولايات المتحدة                             | "لتطوير الكيمياء النقرية والكيمياء الحيوية المتعامدة" |
| 2023  |                      | منجي الباوندي           | تونس · فرنسا · الولايات المتحدة              | "لاكتشاف واصطناع النقاط الكمومية" |
| 2023  |                      | لويس بروس               | الولايات المتحدة                             | "لاكتشاف واصطناع النقاط الكمومية" |
| 2023  |                      | أليكسي إيكيموف          | روسيا                                        | "لاكتشاف واصطناع النقاط الكمومية" |
| 2024  |                      | دايفيد بيكر             | الولايات المتحدة                             | "لتصميم البروتين حاسوبيًا" |
| 2024  |                      | ديمس هاسابيس            | المملكة المتحدة                              | "للتنبؤ ببنية البروتين" |
| 2024  |                      | جون جامبر               | الولايات المتحدة · المملكة المتحدة           | "للتنبؤ ببنية البروتين" |

## وصلات خارجية
- الموقع الرسمي للأكاديمية الملكية السويدية للعلوم نسخة محفوظة 16 ديسمبر 2008 على موقع واي باك مشين..
- الموقع الرسمي لمؤسسة نوبل.